# CSM Jiul Petroșani
El Clubul Sportiv Municipal Jiul Petroșani és un club de futbol romanès de la ciutat de Petroșani.

## Història
El club va ser fundat el 1919 com a Clubul Atletic al Minerilor din Petroșani (Club Atlètic dels Miners de Petroșani). Evolució del nom:
- 1919: CA al Minerilor
- 1924: UCA ale Societății
- 1929: Jiul Petroșani
- 1949: Partizanul Petroșani
- 1950: Flacăra Petroșani
- 1952: Minerul Petroșani
- 1956: Energia Petroșani
- 1957: SC Jiul Petroșani

Fou campió de copa la temporada 1973-74. A la primera divisió romanesa acabà segon el 1924-25.

## Palmarès
- Copa romanesa de futbol: 
  - 1973-74

- Segona divisió romanesa de futbol: 
  - 1934-35, 1940-41, 1960-61, 1965-66, 1985-86, 1988-89, 1995-96, 2004-05

- Tercera divisió romanesa de futbol: 
  - 2002-03